# 石雲巖
石雲巖位於台灣北部的桃園市龜山區，為主祀觀世音與釋迦牟尼的巖仔。巖仔其實就是台灣話之佛寺，近年則普遍旁祀道教神祇，及行使道教或齋教科儀。
該巖仔創建於1923年，因處於台灣日治時期，建築多摻有日本佛教的意趣，例如門口之石獅等。除此，該建物也是桃園龜山一帶居民的信仰中心。